# مهندسی بافت ماهیچه
مهندسی بافت ماهیچه‌ یا مهندسی بافت ماهیچه‌‌ای (به انگلیسی: Muscle tissue engineering)، زیرمجموعه‌ای از رشته عمومی مهندسی بافت است که به مطالعه استفاده ترکیبی از سلول‌ها و داربست‌ها برای طراحی ایمپلنت‌های بافت درمانی می‌پردازد. انگیزه اصلی برای مهندسی بافت ماهیچه، درمان وضعیتی به نام از دست دادن حجمی ماهیچه (VML) است. از دست دادن حجمی ماهیچه می‌تواند در اثر انواع آسیب‌ها یا بیماری‌ها، از جمله ترومای عمومی، آسیب پس از عمل، فرسایش سرطانی، ناهنجاری مادرزادی، و میوپاتی نابودکننده ایجاد شود.